# Guerra chiriguana de 1892
A guerra chiriguana de 1892 é o nome dado a uma série de confrontos armados durante a presidência de Aniceto Arce, entre a República da Bolívia e um grande movimento messiânico chiriguano (ava guaraní) dirigido por seu líder, Apiaguaiki Tumpa.
Os indígenas chiriguanos naquela época estavam localizados no que era conhecido como a cordillera chiriguana no atual Chaco boliviano. O conflito originou-se devido à presença estanciera  cada vez maior na região e dos seus abusos cometidos  contra os chiriguanos, que se revoltaram com a intenção aberta de expulsá-los de seus territórios.

## Contexto histórico
Os chiriguanos já tinham conflitos nas áreas onde viviam, tais conflitos que vinham das invasões guaranis ao leste do Império Inca, na periferia de Collasuyo nos tempos da decadência inca. Com o colapso do poder imperial nas mãos dos conquistadores espanhóis, estes herdaram as escaramuças contra os guarani no Gran Chaco, as administrações vice-reais do Peru e do Rio da Prata preferiram ignorar o problema guarani. Foi somente com a chegada do período republicano, da então incipiente Bolívia independente, que os conflitos se agravaram devido à expansão dos mestiços e criollos nas selvas que os guarani haviam tomado do Tahuantinsuyo.

## Desenrolar da guerra
O conflito teve origem em 7 de janeiro de 1892, quando guerreiros chiriguanos, sob o comando de Aiawaiki Tumpa, emboscaram tropas bolivianas (sob o comando do Coronel Tomás Frías) utilizando arcos e flechas. No dia 13 do mesmo mês, ocorreu a primeira batalha de Curuyuqui, na qual os chiriguanos conseguiram uma pequena vitória militar ao repelir um contingente de milicianos, embora sem grandes perdas, pois apenas três homens morreram e vinte ficaram feridos. Em 21 de janeiro, os chiriguanos foram obrigados a recuar para seus territórios após uma derrota contundente no quartel de Santa Rosa, que havia recebido recentemente reforços de 1.690 homens bem equipados com armas de fogo e munições. Em 28 de janeiro, as tropas bolivianas, sob o comando de Frías, perpetraram o chamado massacre de Curuyuqui (ou segunda batalha de Curuyuqui) no qual, segundo dados, morreram aproximadamente 6.200 chiriguanos.

## Consequências
Apiaguaiki Tumpa seria capturado e aprisionado em 21 de março de 1892 e, posteriormente, executado no dia 29 do mesmo mês. A cultura chiriguana, por sua vez, seria submetida e quase extinta.